# Carle Brenneman
Carle Brenneman (ur. 23 września 1989 w Richmond) – kanadyjska snowboardzistka, specjalizująca się w snowcrossie.

## Kariera
Po raz pierwszy na arenie międzynarodowej pojawiła się 26 sierpnia 2007 roku w El Colorado, gdzie w zawodach South American Cup zajęła siódme miejsce w slopestyle'u. W 2009 roku wystąpiła na mistrzostwach świata juniorów w Nagano, zajmując 23. miejsce w snowcrossie.
W zawodach Pucharu Świata zadebiutowała 13 lutego 2009 roku w Cypress, zajmując 46. miejsce w snowcrossie. Pierwsze pucharowe punkty wywalczyła 7 grudnia 2010 roku w Lech, gdzie zajęła 20. miejsce. Nie stanęła na podium indywidualnych zawodów tego cyklu, jednak 26 marca 2017 roku w Veysonnaz razem z Tess Critchlow zajęła trzecie miejsce snowcrossie drużynowym. W sezonie 2016/2017 była dziesiąta w klasyfikacji snowcrossu.
Podczas igrzysk olimpijskich w Pjongczangu w 2018 roku zajęła 14. miejsce. Była też między innymi ósma indywidualnie na mistrzostwach świata w Sierra Nevada w 2017 roku oraz ósma indywidualnie i szósta drużynowo podczas mistrzostw świata w Solitude dwa lata później.

## Osiągnięcia

### Igrzyska olimpijskie
| Miejsce | Dzień     | Rok  | Miejscowość | Konkurencja | Zwyciężczyni   |
| ------- | --------- | ---- | ----------- | ----------- | -------------- |
| 14.     | 16 lutego | 2018 | Pjongczang  | Snowcross   | Michela Moioli |

### Mistrzostwa świata
| Miejsce | Dzień       | Rok  | Miejscowość   | Konkurencja         | Zwyciężczyni       |
| ------- | ----------- | ---- | ------------- | ------------------- | ------------------ |
| 24.     | 26 stycznia | 2013 | Stoneham      | Snowcross           | Maëlle Ricker      |
| 16.     | 16 stycznia | 2015 | Kreischberg   | Snowcross           | Lindsey Jacobellis |
| 8.      | 12 marca    | 2017 | Sierra Nevada | Snowcross           | Lindsey Jacobellis |
| 8.      | 1 lutego    | 2019 | Solitude      | Snowcross           | Eva Samková        |
| 6.      | 3 lutego    | 2019 | Solitude      | Snowcross drużynowy | Stany Zjednoczone  |

### Puchar Świata

#### Miejsca w klasyfikacji generalnej Snowcrossu
- sezon 2010/2011: 14.
- sezon 2011/2012: 18.
- sezon 2012/2013: 22.
- sezon 2013/2014: 20.
- sezon 2014/2015: 17.
- sezon 2015/2016: 12.
- sezon 2016/2017: 10.
- sezon 2017/2018: 14.
- sezon 2018/2019: 21.
- sezon 2019/2020: 21.
- sezon 2020/2021: 23.

#### Miejsca na podium w zawodach
Brenneman nie stanęła na podium indywidualnych zawodów PŚ.